# Ardices suffusa
Ardices suffusa är en fjärilsart som beskrevs av Rothschild 1914. Ardices suffusa ingår i släktet Ardices och familjen björnspinnare. Inga underarter finns listade i Catalogue of Life.